# Aspirino y Colodión
Aspirino y Colodión, són personatges ficticis i una sèrie de còmics d'humor, obra d'Alfons Figueres, es va publicar per primera vegada el 1966 al número 334 de la revista de còmics El Capitán Trueno Extra, com a complement dels còmics d'aventures que s'hi publicaven.

## Trajectòria editorial i argument
Aspirino y Colodión, es una sèrie de comic d'humor d'Alfons Figueres, es va publicar per primera vegada el 6 de juny de 1966 a la revista de còmics de l'editorial Bruguera El Capitán Trueno Extra, al numero 334, amb un format de dues tires de còmic impreses en bicolor. El títol proposat per l'autor fou el de Los extraños inventos del Profesor Pastillofsky, però els responsables de l'editorial Bruguera va considerar que era un nom poc comercial i varen decidir de posar-li, Aspirino y Colodión, investigan con fruición, mes d'acord amb les capçaleres de l'escola Bruguera. En aquesta publicació i amb aquest format va tenir una vida molt curta i tot seguit es va publicar a la revista de còmic El DDT el 10 juliol, 1967, al número zero de la tercera època, amb un format de pàgina completa i al número tres ja sortia a la portada a pàgina sencera.
Els protagonistes són Aspirino, és el de més edat de tots dos, savi, creatiu, sempre buscant l'avenç i el més experimentat, és baixet, calb, amb una barbeta blanca i d'alguna manera el cap de Colodión, que és el prototip del científic despistat, i de vegades absurd, que acompanya i competeix amb l'Aspirino en les seves feines d'investigació que en ser el més jove i inexpert li toca de fer les tasques més humils en les tasques què porten a terme. Com a científics i de vegades inventors, s'esforcen per crear innovacions que destaquin en els més diversos àmbits. Tots dos competeixen per veure qui pot fer la millor troballa, això porta a una conflictivitat que fa que Adolfo, el policia que sembla sortit d'una pel·lícula de Charlot però un gran defensor de l'ordre, sovint es veu obligat a intercedir en les disputes entre tots dos, sovint en surt malparat i acaba essent la víctima dels dos inventors, les aventures de tots tres sovint acaben en un gag final on les garrotades, els ensurts i les trompades acaben marcant la fi de la historieta.
| Nom de la Publicació      | Editorial                | Any  | Numero                                |
| ------------------------- | ------------------------ | ---- | ------------------------------------- |
| DDT                       | Editorial Bruguera, S.A. | 1967 | Varis                                 |
| Magos del Humor           | Editorial Bruguera, S.A. | 1972 | 10                                    |
| OLÉ!                      | Editorial Bruguera, S.A. | 1972 | 51                                    |
| Super DDT                 | Editorial Bruguera, S.A. | 1973 | 2,22,53,57,82,103                     |
| Mortadelo Gigante         | Editorial Bruguera, S.A. | 1974 | 1                                     |
| Super Sacarino / Sacarino | Editorial Bruguera, S.A. | 1977 | 2,15,17,19,20,21,22,23,24,26,27,28,29 |
| Super Mortadelo           | Editorial Bruguera, S.A. | 1978 | 83,84,105                             |
| Super Cataplasma          | Editorial Bruguera, S.A. | 1979 | 6                                     |
| Mortadelo                 | Editorial Bruguera, S.A. | 1980 | 512                                   |
| Super Rompetechos         | Editorial Bruguera, S.A. | 1981 | 15                                    |